# Liste der Kreisstraßen im Landkreis Roth
Die Liste der Kreisstraßen im Landkreis Roth ist eine Auflistung der Kreisstraßen im bayerischen Landkreis Roth mit deren Verlauf. 

## Abkürzungen
- AN: Kreisstraße im Landkreis Ansbach
- EI: Kreisstraße im Landkreis Eichstätt
- FÜ: Kreisstraße im Landkreis Fürth
- LAU: Kreisstraße im Landkreis Nürnberger Land
- N: Kreisstraße in der kreisfreien Stadt Nürnberg
- NM: Kreisstraße im Landkreis Neumarkt in der Oberpfalz
- RH: Kreisstraße im Landkreis Roth
- SC: Kreisstraße in der kreisfreien Stadt Schwabach
- St: Staatsstraße in Bayern
- WUG: Kreisstraße im Landkreis Weißenburg-Gunzenhausen

## Liste
Nicht vorhandene bzw. nicht nachgewiesene Kreisstraßen werden in Kursivdruck gekennzeichnet, ebenso Straßen und Straßenabschnitte, die unabhängig vom Grund (Herabstufung zu einer Gemeindestraße oder Höherstufung) keine Kreisstraßen mehr sind.
Der Straßenverlauf wird in der Regel von Nord nach Süd und von West nach Ost angegeben.
| Nr. RH | Verlauf |
| ------ | --- |
| RH 1   | St 2239/St 2406 in Kleinschwarzenlohe – Großschwarzenlohe – Leerstetten – RH 2 – Schwand bei Nürnberg – RH 35 – St 2409 in Rednitzhembach |
| RH 2   | (SC 2 in Schwabach) – Landkreisgrenze – RH 1 in Leerstetten |
| RH 3   | St 2224 – RH 5 – Büchenbach – St 2409 in Pfaffenhofen |
| RH 4   | – Kammerstein – RH 5 – Neumühle – St 2220 in Abenberg |
| RH 5   | (AN 17 im Landkreis Ansbach) – Landkreisgrenze – Rudelsdorf – RH 15 – Barthelmesaurach – Mildach – RH 4 – Neumühle – Götzenreuth – Schopfhof – Kühedorf – RH 3 in Büchenbach                                                                     |
| RH 6   | (WUG 21 im Landkreis Weißenburg-Gunzenhausen) – Landkreisgrenze – Fünfbronn – Schnittling – St 2223 – Spalt – RH 39 – Güsseldorf – Mosbach – Hauslach – Georgensgmünd – St 2224 – Oberheckenhofen – Bernlohe – Barnsdorf –St 2409 in Kiliansdorf |
| RH 7   | in Wernsbach – Wallesau – RH 34 – St 2220 in Eckersmühlen |
| RH 8   | St 2225 – Göggelsbuch – Lampersdorf – RH 35 – Schönbrunn – Heblesricht – Ebenried – Landkreisgrenze – (NM 40 im Landkreis Neumarkt in der Oberpfalz)                                                                                             |
| RH 9   | in Wassermungenau – Beerbach – RH 39 – Obersteinbach ob Gmünd – Untersteinbach ob Gmünd – Hämmerleinsmühle – Georgensgmünd – RH 6 – St 2224 – Petersgmünd – St 2223                                                                              |
| RH 10  | (AN 59 im Landkreis Ansbach) – Landkreisgrenze – Wernfels – St 2223 in Stiegelmühle |
| RH 11  | (SC 1 in Schwabach) – Landkreisgrenze – Nemsdorf – Hengdorf – Regelsbach – St 2409 – St 2239 in Kottensdorf |
| RH 12  | (AN 29 im Landkreis Ansbach) – Landkreisgrenze – Christenmühle – St 2239 |
| RH 13  | St 2223 in Spalt – RH 18 – Enderndorf am See – Großer Brombachsee |
| RH 14  | (FÜ 23 im Landkreis Fürth) – Landkreisgrenze – St 2239 in Rohr |
| RH 15  | (AN 15 im Landkreis Ansbach) – Landkreisgrenze – RH 5 in Rudelsdorf |
| RH 16  | St 2223 – Großweingarten – RH 18 – Landkreisgrenze – (WUG 18 im Landkreis Weißenburg-Gunzenhausen) |
| RH 17  | St 2225 in Sperberslohe – Landkreisgrenze – (NM 17 im Landkreis Neumarkt in der Oberpfalz) |
| RH 18  | (WUG 1 im Landkreis Weißenburg-Gunzenhausen) – Landkreisgrenze – Stockheim – Hagsbronn – RH 13 – RH 16 in Großweingarten |
| RH 19  | (WUG 19 im Landkreis Weißenburg-Gunzenhausen) – Landkreisgrenze – St 2224 in Mühlstetten |
| RH 20  | St 2226 – Landkreisgrenze – (WUG 17 im Landkreis Weißenburg-Gunzenhausen) |
| RH 21  | St 2226 in Heideck – Schloßberg – St 2389 |
| RH 22  | St 2226 in Heideck – Rudletzholz – Laibstadt – St 2389 – Landkreisgrenze – (WUG 14 im Landkreis Weißenburg-Gunzenhausen) |
| RH 23  | (WUG 15 im Landkreis Weißenburg-Gunzenhausen) – Landkreisgrenze – Reinwarzhofen – St 2227 |
| RH 24  | St 2225 – Pyras – RH 25 – Eysölden – RH 26 – St 2391 in Offenbau |
| RH 25  | St 2225 – Steindl – Eysölden – RH 24 – Pyras – Mindorf – St 2391 |
| RH 26  | RH 24 in Eysölden – Weinsfeld – St 2391 – Lay – St 2388 |
| RH 27  | (NM 5 im Landkreis Neumarkt in der Oberpfalz) – Landkreisgrenze – Rotheneichmühle – Obermässing – RH 28 – St 2391 in Untermässing |
| RH 28  | St 2220 – Pierheim – Meckenhausen – St 2238 – RH 32 – St 2388 – Karm – Hagenbuch – Obermässing – RH 27 – Kleinnottersdorf – Österberg – Röckenhofen – St 2227 in Greding                                                                         |
| RH 29  | St 2227 in Greding – Kaising – Landkreisgrenze – (EI 23 im Landkreis Eichstätt) |
| RH 30  | St 2227 in Kleinhöbing – Schutzendorf – RH 31 in Esselberg |
| RH 31  | (EI 44 im Landkreis Eichstätt) – Landkreisgrenze – Esselberg – RH 30 – Nasenhof – St 2336 in Kraftsbuch |
| RH 32  | RH 28 Meckenhausen – Landkreisgrenze (Forchheim) |
| RH 33  | St 2227 – Göllersreuth – St 2225 |
| RH 34  | RH 7 in Wallesau – Laffenau – St 2226/St 2726 in Heideck |
| RH 35  | RH 1 in Schwand bei Nürnberg – Harrlach – RH 38 – Altenfelden – Allersberg – St 2225 – St 2237 – RH 8 |
| RH 36  | (EI 47 im Landkreis Eichstätt) – Landkreisgrenze – St 2336 in Grafenberg |
| RH 37  | (EI 48 im Landkreis Eichstätt) – Landkreisgrenze – Birkhof – Landkreisgrenze – (EI 48 im Landkreis Eichstätt) – Landkreisgrenze – ohne Ort, ohne Abzweig einer klassifizierten Straße – Landkreisgrenze – (EI 48 im Landkreis Eichstätt)         |
| RH 38  | RH 35 – Landkreisgrenze – (NM 6 im Landkreis Neumarkt in der Oberpfalz) |
| RH 39  | St 2220 in Abenberg – Obersteinbach ob Gmünd – RH 9 – Massendorf – RH 6 in Spalt |
| RH 40  | RH 25 in Eysölden – Stauf – Stetten – St 2227 in Thalmässing |

## Quelle
OpenStreetMap: Landkreis Roth – Landkreis Roth im OpenStreetMap-Wiki